# 喬杜里
艾德希爾·喬杜里（英語：Adhir Ranjan Chowdhury），是印度國會下議院國大黨資深議員。2019年6月，喬杜里當選為印度人民院國會領導人。

## 政治生涯
喬杜里在拉吉夫·甘地總理任内加入了印度國大黨。在1991年投票期間，他被印共（馬）的300名支持者追趕，並被其候選人扣為人質。1996年，他從同一選區當選。2000年至2004年，喬杜里擔任外交部諮詢委員會委員。2003年，喬杜里領導國大黨在穆希達巴德贏得33個伊斯蘭教教區議會席位中的23個。
2012年10月28日，喬杜里在總理曼莫漢·辛格時期擔任鐵道國務大臣。喬杜里於2014年2月10日擔任西孟加拉邦議會主席。2019年6月，喬杜里當選為印度人民院國會領導人。